# Bon Jovi 2022 Tour
Bon Jovi 2022 Tour fue una minigira de la banda estadounidense de rock Bon Jovi, que se desarrolló íntegramente en Estados Unidos con 15 fechas en total. Todos los espectáculos se realizaron en recintos cerrados.

## Lista de canciones
1. Limitless
2. The Radio Saved My Life Tonight
3. You Give Love a Bad Name
4. We Weren't Born to Follow
5. It's My Life
6. Born to Be My Baby
7. Beautiful Drug
8. Just Older
9. Let It Rain
10. This House Is Not for Sale
11. Keep the Faith
12. American Reckoning
13. Whole Lot of Leavin'
14. Do What You Can
15. I'll Sleep When I'm Dead
16. Lost Highway
17. Roller Coaster
18. Livin' on a Prayer
19. Have a Nice Day
20. Wanted Dead or Alive

Encore
1. Who Says You Can't Go Home
2. Bad Medicine

## Conciertos
| 1 de abril de 2022  | Omaha        | Estados Unidos | CenturyLink Center Omaha   |
| 3 de abril de 2022  | San Paul     | Estados Unidos | Xcel Energy Center         |
| 5 de abril de 2022  | Milwaukee    | Estados Unidos | Fiserv Forum               |
| 8 de abril de 2022  | Charlotte    | Estados Unidos | Spectrum Center            |
| 9 de abril de 2022  | Raleigh      | Estados Unidos | PNC Arena                  |
| 11 de abril de 2022 | Greenville   | Estados Unidos | Bon Secours Wellness Arena |
| 13 de abril de 2022 | Savannah     | Estados Unidos | Enmarket Arena             |
| 15 de abril de 2022 | Tampa        | Estados Unidos | Amalie Arena               |
| 16 de abril de 2022 | Sunrise      | Estados Unidos | FLA Live Arena             |
| 19 de abril de 2022 | Indianápolis | Estados Unidos | Gainbridge Fieldhouse      |
| 21 de abril de 2022 | San Luis     | Estados Unidos | Enterprise Center          |
| 23 de abril de 2022 | Austin       | Estados Unidos | Moody Center               |
| 26 de abril de 2022 | Houston      | Estados Unidos | Toyota Center              |
| 28 de abril de 2022 | Dallas       | Estados Unidos | American Airlines Center   |
| 30 de abril de 2022 | Nashville    | Estados Unidos | Bridgestone Arena          |

## Participantes
Bon Jovi
- Jon Bon Jovi - Vocalista
- David Bryan – Teclados, coros
- Tico Torres – Batería
- Hugh McDonald – Bajo, coros
- Phil X – Guitarra, coros

Músicos invitados
- John Shanks - Guitarra rítmica, coros
- Everett Bradley – Percusión